# Хейдар джамия
Хейдар джамия (на азербайджански: Heydər məscidi) се намира в Бинагадински район на Баку, столицата на Азербайджан. Тя е най-голямата джамия както в Азербайджан, така и в целия Южен Кавказ. Носи името на бившия президент на страната Хейдар Алиев, а изграждането ѝ е поръчано от неговия син и следващ президент Илхам Алиев.

## История
Проектирането на новата джамия започва през лятото на 2012 г., а строителството – през септември същата година. Религиозният храм е издигнат с държавни средства и в много кратки срокове, имайки предвид големия обем строителни работи. Открита е тържествено на 26 декември 2014 г. в присъствието на множество почетни гости, както и на президента Илхам Алиев.

## Архитектура
Сградата и принадлежащата към нея територия заемат 12 000 м2, а самото здание е разположено на площ от 4200 м2. Има четири минарета, във всяко от които има асансьор, и 9 големи и малки купола. Всяко от четирите минарета се извисява на 95 м височина. Централният купол е висок 55 м и диаметърът му е 36 м. Вторият по височина се издига на 35 м. Средната височина на джамията е 81 м. В многобройните му молитвени зали могат да се съберат за молитва от 5000 до 7000 души, а на площада пред джамията – още 7000.
Фасадата е облицована с каменни плочи в стилистиката на архитектурното направление Ширван-Аберон. Интериорът е изпълнен с мрамор и дърво. Главния купол е украсен с впечатляващи дизайнерски елементи, а по края му са изсечени аяти от Корана. Няма предвидени урни за волни пожертвования, както при всички други джамии.